# サーデグ・ラーリージャーニー

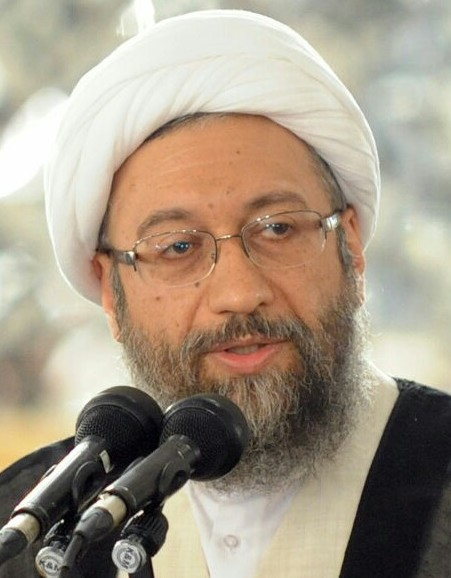
サーデグ・ラーリージャーニー

サーデグ・アルダシール・ラーリージャーニー（ペルシア語: صادق اردشیر لاریجانی ; ラテン文字：Sadeq Ardeshir Larijani、1960年3月12日 - ）は、イランのウラマー（アーヤトッラー）、政治家。元司法府長官（2009年 - 2019年）、現公益判別会議議長（2018年 - ）、現専門家会議議員。サーデグ・アーモリー・ラーリージャーニーと表記されることもある。

## 経歴
サーデグは1960年3月12日、アーヤトッラーのミールザー・ハーシェム・アーモリーを父として、イラク・ナジャフで生まれた。兄にモハンマド＝ジャヴァード、イラン国会議長のアリー・ラーリージャーニーがいる。
サーデグは12名から構成される監督者評議会のメンバーを8年間務めた。「経験不足」、「イラン軍や諜報機関と密接な関係がある」と言われる。2009年8月14日、イランの最高指導者アリー・ハーメネイーにより、司法府長官に任命された。2009年の大統領選挙後に起こったデモに対し、「不法」及び「根拠がない」として厳しく対応した。
2016年2月に行われた第5期専門家会議選挙ではマーザンダラーン州選挙区（定数4）で立候補し、トップ当選を果たしている。
2018年12月、公益判別会議議長に任命される。

## 政治的イデオロギー
2006年に、「イラン政府の権威は国民の投票によらない」と発言した。元大統領モハンマド・ハータミーの改革の批判者として知られ、1998年3月の記事で前者の求めた市民イスラム社会を非難した。サーデグによると、「我々は信仰生活を送ること、クルアーンの命令または預言者、導師の教えが実行される社会を支持する。
サーデグは、イラン人の知識人アブドルカリーム・ソロウシュの批判者としても知られている。ソロウシュによると、イスラームはイデオロギーではなく、個人的な生き方である。

## 司法府長官として
2009年9月7日、司法府長官の許可を得て、イラン警察は政治犯を支援する事務所に立ち入り、書類やコンピュータをすべて没収した。この事務所は、イランの刑務所で拷問された人々を助ける目的で設立された。
2009年9月8日、司法官は「National Confidence」という野党の事務所を手入れし、野党の指導者の協力者であるモルテザー・アルヴィーリー、アリーレザー・ベヘシュティーらを逮捕した。同月、司法官が野党の指導者の子どもたちを標的にした。例えば、投獄中の活動家ジャヴァード・エマームの娘であり、2009年の大統領選補者ミール・ホセイン・ムーサヴィーの選挙担当でもあったアーテフェ・エマームは9月9日に逮捕され、24時間にわたって拘留されて彼女の父に関する取り調べを受けた。
2019年3月、司法府長官を退任。